# Alexander Murray (géologue)
Pour les articles homonymes, voir Alexander Murray et Murray.
Alexander Murray (2 juin 1810 - 18 décembre 1884) est un géologue écossais. Il est connu pour ses travaux de cartographie et d'inventaire géologique à Terre-Neuve.

## Biographie
Alexander Murray est né à Crieff dans le Perthshire, en Écosse. Collaborateur de William Logan à partir de 1842, il travaille comme géologue au Royaume-Uni et en Ontario, au Canada, avant de déménager à Terre-Neuve en 1864 pour devenir le premier directeur de la Commission géologique de Terre-Neuve (en). Sa tâche principale est de produire à partir de 1864 une carte topographique fiable de l'intérieur de l'île.
En 1873, Murray produit la première carte géologique de Terre-Neuve. En 1881, il publie, avec James Patrick Howley (en), le rapport Geological Survey of Newfoundland.
Son mauvais état de santé le fait retourner en Écosse en 1883 où il meurt en 1884.

## Postérité
Un sentier de randonnée porte son nom dans la localité de King's Point, à Terre-Neuve-et-Labrador : le Alexander Murray Hiking Trail.